# Дандас (Нью-Брансвік)
Дандас (англ. Dundas) — парафія в Канаді, у провінції Нью-Брансвік, у складі графства Кент.

## Населення
За даними перепису 2016 року, парафія нараховувала 3914 осіб, показавши скорочення на 1,4%, порівняно з 2011-м роком. Середня густина населення становила 22,4 осіб/км².
З офіційних мов обидвома одночасно володіли 3 115 жителів, тільки англійською — 570, тільки французькою — 230. Усього 25 осіб вважали рідною мовою не одну з офіційних.
Працездатне населення становило 62,2% усього населення, рівень безробіття — 11,2% (15,3% серед чоловіків та 7% серед жінок). 89% осіб були найманими працівниками, а 10,3% — самозайнятими.
Середній дохід на особу становив $38 350 (медіана $31 765), при цьому для чоловіків — $43 485, а для жінок $32 994 (медіани — $36 992 та $27 285 відповідно).
24% мешканців мали закінчену шкільну освіту, не мали закінченої шкільної освіти — 26,3%, 49,6% мали післяшкільну освіту, з яких 29,9% мали диплом бакалавра, або вищий, 20 осіб мали вчений ступінь.
| Статево-вікова структура населення | Статево-вікова структура населення | Статево-вікова структура населення | Статево-вікова структура населення | Статево-вікова структура населення |
| ---------------------------------- | ---------------------------------- | ---------------------------------- | ---------------------------------- | ---------------------------------- |
|                                    |                                    |                                    |                                    |                                    |
| Всього                             | Всього                             | 49,5%50,5%                         |                                    |                                    |
| 0 — 14 років                       | 0 — 14 років                       |                                    | 12,3%                              | 12,3%                              |
| 15 — 64 років                      | 15 — 64 років                      |                                    | 64,3%                              | 64,3%                              |
| 65 і більше                        | 65 і більше                        |                                    | 23,4%                              | 23,4%                              |
| 85 і більше                        | 85 і більше                        |                                    | 1,7%                               | 1,7%                               |
| Середній вік (років)               | Середній вік (років)               | 46,946,8                           | 46,8                               | 46,8                               |
| Медіана (років)                    | Медіана (років)                    | 50,750,5                           | 50,6                               | 50,6                               |
| — чоловіки — жінки                 |                                    |                                    |                                    |                                    |

| Походження мешканців:     | Походження мешканців:     | Походження мешканців: | Походження мешканців: | Походження мешканців: |
| ------------------------- | ------------------------- | --------------------- | --------------------- | --------------------- |
| Походження                |                           |                       | осіб                  | %                     |
| Корінні американці        | Корінні американці        |                       | 140                   | 3.59%                 |
| Інше північноамериканське | Інше північноамериканське |                       | 3 100                 | 79.59%                |
| Європейське               | Європейське               |                       | 1 695                 | 43.52%                |
| британське                | британське                |                       | 715                   | 18.36%                |
| французьке                | французьке                |                       | 1 200                 | 30.81%                |
| українське                | українське                |                       | 10                    | 0.26%                 |
| Латинськоамериканське     | Латинськоамериканське     |                       | 10                    | 0.26%                 |
| Азійське                  | Азійське                  |                       | 30                    | 0.77%                 |

| Зайнятість населення за галузями (за класифікацією NOC): | Зайнятість населення за галузями (за класифікацією NOC): | Зайнятість населення за галузями (за класифікацією NOC): | Зайнятість населення за галузями (за класифікацією NOC): | Зайнятість населення за галузями (за класифікацією NOC): |
| -------------------------------------------------------- | -------------------------------------------------------- | -------------------------------------------------------- | -------------------------------------------------------- | -------------------------------------------------------- |
|                                                          |                                                          |                                                          |                                                          |                                                          |
| Управління                                               | Управління                                               |                                                          | 8,3%                                                     | 8,3%                                                     |
| Бізнес, фінанси та адміністрування                       | Бізнес, фінанси та адміністрування                       |                                                          | 14,9%                                                    | 14,9%                                                    |
| Природничі та прикладні науки                            | Природничі та прикладні науки                            |                                                          | 4,5%                                                     | 4,5%                                                     |
| Охорона здоров'я                                         | Охорона здоров'я                                         |                                                          | 6,1%                                                     | 6,1%                                                     |
| Освіта, правозахист, муніципальні та урядові служби      | Освіта, правозахист, муніципальні та урядові служби      |                                                          | 9,7%                                                     | 9,7%                                                     |
| Мистецтво, культура, відпочинок та спорт                 | Мистецтво, культура, відпочинок та спорт                 |                                                          | 1,4%                                                     | 1,4%                                                     |
| Роздрібна торгівля та послуги                            | Роздрібна торгівля та послуги                            |                                                          | 19,6%                                                    | 19,6%                                                    |
| Гуртова торгівля, транспорт та обладнання                | Гуртова торгівля, транспорт та обладнання                |                                                          | 25,5%                                                    | 25,5%                                                    |
| Природні ресурси, сільське господарство                  | Природні ресурси, сільське господарство                  |                                                          | 3,3%                                                     | 3,3%                                                     |
| Виробництво                                              | Виробництво                                              |                                                          | 7,5%                                                     | 7,5%                                                     |

## Клімат
Середня річна температура становить 5°C, середня максимальна – 22,9°C, а середня мінімальна – -15°C. Середня річна кількість опадів – 1 172 мм.
| Клімат поселення                              | Клімат поселення | Клімат поселення | Клімат поселення | Клімат поселення | Клімат поселення | Клімат поселення | Клімат поселення | Клімат поселення | Клімат поселення | Клімат поселення | Клімат поселення | Клімат поселення | Клімат поселення |
| Показник                                      | Січ.             | Лют.             | Бер.             | Квіт.            | Трав.            | Черв.            | Лип.             | Серп.            | Вер.             | Жовт.            | Лист.            | Груд.            |                  |
| Середній максимум, °C                         | −3,58            | −2,3             | 2,75             | 8,65             | 15,52            | 20,64            | 22,85            | 22,05            | 17,49            | 11,66            | 5,69             | −1,55            |                  |
| Середня температура, °C                       | −9,3             | −8               | −2,98            | 2,92             | 9,81             | 14,90            | 18,60            | 17,80            | 13,24            | 7,40             | 1,43             | −5,81            |                  |
| Середній мінімум, °C                          | −15,02           | −13,76           | −8,7             | −2,8             | 4,07             | 9,20             | 14,34            | 13,54            | 8,98             | 3,13             | −2,83            | −10,07           |                  |
| Норма опадів, мм                              | 108              | 89               | 101              | 89               | 103              | 98               | 101              | 86               | 89               | 97               | 104              | 107              |                  |
| Середньомісячна швидкість вітру, м/с          | 4.38             | 4.28             | 4.45             | 4.33             | 3.95             | 3.49             | 3.20             | 3.11             | 3.40             | 3.83             | 4.09             | 4.40             |                  |
| Середньомісячна сонячна радіація, кДж/м²·день | 5257             | 8559             | 12302            | 15161            | 18099            | 20267            | 19992            | 17562            | 13141            | 8324             | 4839             | 3924             |                  |
| --------------------------------------------- | ---------------- | ---------------- | ---------------- | ---------------- | ---------------- | ---------------- | ---------------- | ---------------- | ---------------- | ---------------- | ---------------- | ---------------- | ---------------- |
| Джерело:                                      |                  |                  |                  |                  |                  |                  |                  |                  |                  |                  |                  |                  |                  |